# 201 f.Kr.

## Händelser

### Efter plats

#### Karthago
- På Hannibals inrådan vädjar Karthago om fred med romarna, vilket gör slut på det andra puniska kriget. Karthago reduceras därvid till en romersk klientstat. I fredsfördraget tvingas Karthago överlämna alla sina besittningar i Medelhavet till Rom, inklusive dem på Iberiska halvön. Karthagerna går också med på att betala Rom 200 talenter om året i 50 år, tillåta Masinissa att styra över Numidien som ett självständigt kungarike, inte föra krig utan Roms tillåtelse och förstöra alla utom tio av sina krigsfartyg.
- Efter fredsslutet med Rom väljs Hannibal till suffet, eller huvudmagistrat, av Karthago. Denna tjänst har under årens lopp blivit obetydlig inom karthagisk politik, men Hannibal återbördar dess makt och auktoritet. Han tar sig för att reformera Karthagos administration och ekonomi samt reducera makten hos oligarkin, som har styrt Karthago före och under det andra puniska kriget.

#### Romerska republiken
- Romarna fördriver karthagerna från Malta.
- I Rom börjar, enligt den romerske historikern Titus Livius, land att delas ut till veteraner från det andra puniska kriget. Detta är det första dokumenterade tillfället då detta sker, men det kommer i framtiden att bli standardförfarande.

#### Grekland
- Filip V av Makedonien erövrar ön Samos och den egyptiska flottan, som ligger förankrad där. Därefter belägrar han Chios i norr.
- Rhodos och dess allierade Pergamon, Kyzikos och Byzantion kombinerar sina flottor och besegrar Filip V i slaget vid Chios.
- Den spartanske kungen Nabis invaderar och erövrar återigen Messene. Spartanerna tvingas dock retirera, när det achaiska förbundets armé under Filopoemens befäl intervenerar. Nabis styrkor lider ett avgörande nederlag mot Filopoemen vid Tegeia och Nabis tvingas lägga sina expansionsambitioner på hyllan för tillfället.

#### Kina

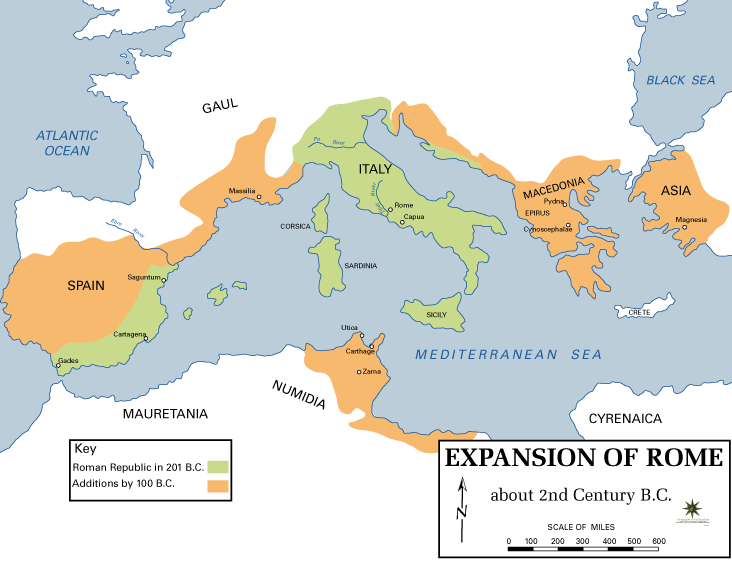
Romerska republiken 201 f.Kr. (i ljusgrönt).

- Byggandet av Nanchang inleds.

## Avlidna
- Gnaeus Naevius, latinsk epiker, poet och dramatiker, som har skrivit historiska pjäser (fabulae praetextae) baserade på romerska historisk eller legendariska personer och händelser (född omkring 264 f.Kr.)